# Pronuba decora
Pronuba decora é uma espécie de coleóptero da tribo Eburiini (Cerambycinae); com distribuição na Argentina, Brasil e Paraguai.

## Sistemática
- Ordem Coleoptera
  - Subordem Polyphaga
    - Infraordem Cucujiformia
      - Superfamília Chrysomeloidea
        - Família Cerambycidae
          - Subfamília Cerambycinae
            - Tribo Eburiini
              - Gênero Pronuba
                - P. decora (Thomson, 1860)